# معركة ترين كوت
```
وقعت معركة ترين کوت في عام 2001 خلال 
الحرب في أفغانستان
. في 14 نوفمبر 2001 ، تم إدخال ODA 574 و[ميد كرزاي في مقاطعة أوروزجان عبر 4 مروحيات 
سيكورسكي يو إتش-60 بلاك هوك
 
[
2
]
 مع قوة صغيرة من العصابات المسلحة.
[
3
]
 ردا على نهج قوة كرزاي، قام سكان بلدة 
ترين كوت
 بالتمرد وطردوا مسؤوليهم من 
طالبان
. سافر كرزاي إلى ترين کوت للقاء مع شيوخ المدينة. وبينما كان هناك، قامت حركة طالبان بحشد قوة من 500 رجل لاستعادة ترين کوت. تم نشر قوة كرزاي الصغيرة بالإضافة إلى الوحدة الأمريكية، التي تألفت من القوات الخاصة للجيش الأمريكي من ODA 574 ومراقب القوة الجوية الأمريكية، الرقيب التقني أليكس يوشيموتو، 
[
4
]
 أمام المدينة لمنع تقدمهم. مع الاعتماد بشكل كبير على الدعم الجوي المباشر من قبل يوشيموتو، تمكنت القوات الأمريكية / الأفغانية من إيقاف تقدم طالبان ودفعهم بعيدًا عن المدينة.
[
5
]
```

كانت هزيمة طالبان في ترين كوت انتصارا هاما لكرزاي، الذي استخدم النصر لتجنيد المزيد من الرجال إلى عصابة ميليشياته الوليدة. و ستنمو قوته بحجم يصل إلى 800 رجل. في 30 نوفمبر، تركوا ترين كوت وبدأوا التقدم في قندهار.
تم إخبار القصة في The Only Thing Worth Dying For ، بقلم إريك بلهم، موضحًا تفاصيل تجارب مفرزة العمليات ألفا 574 ، وهي قوات خاصة تابعة للجيش الأمريكي للمساعدة الإنمائية الرسمية.